# غاري سوين
غاري سوين هو لاعب هوكي الجليد كندي، ولد في 11 سبتمبر 1947 في ويلاند في كندا.

## وصلات خارجية
- غاري سوين على موقع دوري الهوكي الوطني (الإنجليزية)
- غاري سوين على موقع قاعة مشاهير الهوكي (لاعب أن.إتش.أل) (الإنجليزية)
- غاري سوين على موقع EliteProspects.com (الإنجليزية)
- غاري سوين على موقع HockeyDB.com (الإنجليزية)
- غاري سوين على موقع Hockey-Reference.com (الإنجليزية)